# 列别季纳亚河
列别季纳亚河（俄语：Река Лебединая）是滨海边疆区哈桑区鹿屯岛的河流，长7公里，经过列别季诺耶湖，注入图们江。